# Jégkorong a 2014. évi téli olimpiai játékokon
A 2014. évi téli olimpiai játékokon a jégkorongtornákat február 8. és 23. között rendezték Szocsiban. A férfiaknál 12, a nőknél 8 csapat vett részt. A házigazda Oroszország automatikus résztvevő volt.

## Éremtáblázat
(Az egyes számoszlopok legmagasabb értéke, vagy értékei vastagítással kiemelve.)
| A 2014. évi téli olimpiai játékok éremtáblázata jégkorongban | A 2014. évi téli olimpiai játékok éremtáblázata jégkorongban | A 2014. évi téli olimpiai játékok éremtáblázata jégkorongban | A 2014. évi téli olimpiai játékok éremtáblázata jégkorongban | A 2014. évi téli olimpiai játékok éremtáblázata jégkorongban | Olimpia  |
| ------------------------------------------------------------ | ------------------------------------------------------------ | ------------------------------------------------------------ | ------------------------------------------------------------ | ------------------------------------------------------------ | -------- |
|                                                              | Ország                                                       | Arany                                                        | Ezüst                                                        | Bronz                                                        | Összesen |
| 1.                                                           | Kanada (CAN)                                                 | 2                                                            | 0                                                            | 0                                                            | 2        |
|                                                              |                                                              |                                                              |                                                              |                                                              |          |
| 2.                                                           | Egyesült Államok (USA)                                       | 0                                                            | 1                                                            | 0                                                            | 1        |
| 2.                                                           | Svédország (SWE)                                             | 0                                                            | 1                                                            | 0                                                            | 1        |
|                                                              |                                                              |                                                              |                                                              |                                                              |          |
| 4.                                                           | Finnország (FIN)                                             | 0                                                            | 0                                                            | 1                                                            | 1        |
| 4.                                                           | Svájc (SUI)                                                  | 0                                                            | 0                                                            | 1                                                            | 1        |
|                                                              |                                                              |                                                              |                                                              |                                                              |          |
| Összesen                                                     | Összesen                                                     | 2                                                            | 2                                                            | 2                                                            | 6        |

## Érmesek

### Férfi torna
| A 2014. évi téli olimpiai játékok érmesei férfi jégkorongban | A 2014. évi téli olimpiai játékok érmesei férfi jégkorongban | A 2014. évi téli olimpiai játékok érmesei férfi jégkorongban | A 2014. évi téli olimpiai játékok érmesei férfi jégkorongban |
| --- | --- | --- | ------------------------------------------------------------ |
| Arany | Ezüst | Bronz |                                                              |
| Kanada (CAN) | Svédország (SWE) | Finnország (FIN) |                                                              |
| Roberto Luongo Duncan Keith Dan Hamhuis Shea Weber Drew Doughty Matt Duchene Patrick Sharp Patrick Marleau Chris Kunitz Ryan Getzlaf Jonathan Toews Jay Bouwmeester John Tavares Jamie Benn Corey Perry Martin St. Louis Alex Pietrangelo Carey Price Patrice Bergeron Mike Smith Marc-Édouard Vlasic Rick Nash P. K. Subban Jeff Carter Sidney Crosby | Jhonas Enroth Oliver Ekman-Larsson Niklas Hjalmarsson Henrik Tallinder Daniel Alfredsson Patrik Berglund Marcus Krüger Jakob Silfverberg Nicklas Bäckström Alexander Steen Loui Eriksson Daniel Sedin Alexander Edler Johnny Oduya Henrik Lundqvist Henrik Zetterberg Gustav Nyquist Jimmie Ericsson Jonas Gustavsson Jonathan Ericsson Niklas Kronwall Carl Hagelin Erik Karlsson Marcus Johansson Gabriel Landeskog | Juhamatti Aaltonen Aleksandr Barkov Mikael Granlund Juuso Hietanen Jarkko Immonen Jussi Jokinen Olli Jokinen Leo Komarov Sami Lepistö Petri Kontiola Lauri Korpikoski Lasse Kukkonen Jori Lehterä Kari Lehtonen Olli Määttä Antti Niemi Antti Pihlström Tuukka Rask Tuomo Ruutu Sakari Salminen Sami Salo Teemu Selänne Kimmo Timonen Ossi Väänänen Sami Vatanen |                                                              |

### Női torna
| A 2014. évi téli olimpiai játékok érmesei női jégkorongban | A 2014. évi téli olimpiai játékok érmesei női jégkorongban | A 2014. évi téli olimpiai játékok érmesei női jégkorongban | A 2014. évi téli olimpiai játékok érmesei női jégkorongban |
| --- | --- | --- | ---------------------------------------------------------- |
| Arany | Ezüst | Bronz |                                                            |
| Kanada (CAN) | Egyesült Államok (USA) | Svájc (SUI) |                                                            |
| Meghan Agosta Gillian Apps Mélodie Daoust Laura Fortino Jayna Hefford Haley Irwin Brianne Jenner Rebecca Johnston Charline Labonté Geneviève Lacasse Jocelyne Larocque Meaghan Mikkelson Caroline Ouellette Marie-Philip Poulin Lauriane Rougeau Natalie Spooner Shannon Szabados Jenn Wakefield Catherine Ward Tara Watchorn Hayley Wickenheiser | Kacey Bellamy Megan Bozek Alexandra Carpenter Julie Chu Kendall Coyne Brianna Decker Meghan Duggan Lyndsey Fry Amanda Kessel Hilary Knight Jocelyne Lamoureux Monique Lamoureux-Kolls Gisele Marvin Brianne McLaughlin Michelle Picard Josephine Pucci Molly Schaus Anne Schleper Kelli Stack Lee Stecklein Jessie Vetter | Janine Alder Livia Altmann Sophie Anthamatten Laura Benz Sara Benz Nicole Bullo Romy Eggimann Sarah Forster Angela Frautschi Jessica Lutz Julia Marty Stefany Marty Alina Müller Katrin Nabholz Evelina Raselli Florence Schelling Lara Stalder Phoebe Stanz Anja Stiefel Nina Waidacher |                                                            |